# Theodor Grünberger
Theodor Grünberger (* 25. Juni 1756 als Johannes Paul Grünberger in Bettbrunn; † 27. Januar 1820 in Moosburg) war ein deutscher Komponist, Augustinermönch und Priester.

## Leben
Johannes Grünberger wurde als Sohn des Lehrers und Organisten Johann Georg Grünberger und dessen Ehefrau Walburga Nistler im katholischen Wallfahrtsort Bettbrunn (damals Oberpfalz) geboren. Seine Kindheit war geprägt durch das religiöse Umfeld seines Geburtsortes. Die Wallfahrt stand in voller Blüte, hunderte von Gläubigen pilgerten in den Ort. Zur Betreuung der Pilger bestand im Dorf zu jener Zeit das Augustinerkloster Bettbrunn. Durch die Tätigkeit seines Vaters als Organist entstand bei ihm ebenfalls das Interesse an der Kirchenmusik und er erlernte das Orgelspiel. Ein Augustinerpater unterstützte den jungen Grünberger zusätzlich in seiner geistigen und musikalischen Entwicklung.
1773 schloss er das (heutige) Wilhelmsgymnasium München ab. 1777 trat Grünberger in München dann selbst dem Orden der Augustiner-Eremiten (OESA) bei und erhielt den Ordensnamen Theodor. Im Kloster war er als Organist tätig. 1779 wurde er durch den Freisinger Fürstbischof von Welden zum Priester geweiht. 1790 – er lebte zu der Zeit in Regensburg … entstand seine erste Komposition, Opus 1. Ab 1792 war er wieder in München, weil seine Werke inzwischen am Hofe des Kurfürsten sehr geschätzt waren. 1793 wurden einige Liebesaffären des agilen Paters anrüchig. Um einer Bestrafung durch den Orden und den Bischof zu entgehen, flüchtete er nach Augsburg. In der Debatte zwischen dem Bischof und dem Provinzial des Ordens, wie mit ihm wegen seiner Verfehlungen zu verfahren sei, intervenierte der von Grünbergers Musik sehr angetane Landesherr zu Gunsten des Komponisten. Dadurch konnte dieser in den Orden zurückkehren und wurde lediglich in das Kloster Ramsau strafversetzt.
Die eher ländliche Umgebung dieses Klosters wirkte sehr inspirierend auf das musikalische Schaffen Grünbergers. Schnell nacheinander komponierte er dort mehrere Orgelstücke, Violinsonaten, Präludien, Fugen und Pastoralstücke für die Orgel, Kantaten und sechs lateinische Messen. Obendrein zwei deutsche Messen und zwei Sonaten für Violine und Cembalo.
Nach der Säkularisation der Klöster 1803 verließ er den Orden und versuchte zunächst sich als Diözesanpriester bei der Diözese Regensburg zu verdingen. Jedoch ist für ihn ab diesem Jahr eine Tätigkeit als Professor für Orgel und Singkunst am staatlichen bayrischen Lehrerseminar in München nachgewiesen. Diese Aufgabe erfüllte er mit Unterbrechungen bis 1815.
Ab 1816 war er Schlosskaplan in Münchsdorf. Am 27. Januar 1820 verstarb er in Moosburg und wurde dort beigesetzt.